# Constante de Catalan
A constante de Catalan, normalmente expressa pela letra {\displaystyle G}, é o valor numérico da série
{\displaystyle \sum _{n=0}^{\infty }{\frac {(-1)^{n}}{(2n+1)^{2}}}=1-{\frac {1}{3^{2}}}+{\frac {1}{5^{2}}}-{\frac {1}{7^{2}}}+\cdots },
ou seja, o valor da função beta de Dirichlet {\displaystyle \beta (2)}. A constante é assim denominada em homenagem a Eugène Charles Catalan (1814–1894). Sua irracionalidade é aceita, porém ainda não demonstrada.

## História
Catalan denominou esta constante como G em seu trabalho de 1883, acompanhado este por diversas representações integrais e em série. A denominação G provem possivelmente do engenheiro Jacques Bresse.

## Valor
Um valor aproximado é
{\displaystyle G=0,91596559417721901505...}
Atualmente (16 de abril de 2009) são conhecidos 31.026.000.000 dígitos.

## Outras representações
Dentre as inúmeras representações, algumas são apresentadas a seguir.

### Integral
{\displaystyle G=-\int \limits _{0}^{1}{\frac {\ln t}{1+t^{2}}}\,{\rm {d}}t}
{\displaystyle G=\int \limits _{0}^{1}{\frac {\arctan t}{t}}\,{\rm {d}}t}
{\displaystyle G=\int \limits _{0}^{1}\int \limits _{0}^{1}{\frac {1}{1+x^{2}y^{2}}}\,{\rm {d}}x\,{\rm {d}}y}

### Série
De acordo com Ramanujan:
{\displaystyle G={\frac {\pi }{8}}\ln(2+{\sqrt {3}})+{\tfrac {3}{8}}\sum _{n=0}^{\infty }{\frac {1}{(2n+1)^{2}{\binom {2n}{n}}}}}.
Também converge rapidamente a soma:
{\displaystyle G={\tfrac {1}{64}}\sum _{n=1}^{\infty }{\frac {(-1)^{n+1}\cdot 2^{8n}\cdot (40n^{2}-24n+3)\cdot (2n)!^{3}\cdot n!^{2}}{n^{3}\cdot (2n-1)\cdot (4n)!^{2}}}}

### Séries tipo BBP
Tentou-se encontrar séries do tipo BBP. Uma série de 9 termos foi apresentada por Victor Adamchik em 2007:
{\displaystyle G={\tfrac {3}{64}}\sum _{n=0}^{\infty }{\frac {(-1)^{n}}{64^{n}}}\left({\tfrac {32}{(12n+1)^{2}}}-{\tfrac {32}{(12n+2)^{2}}}-{\tfrac {32}{(12n+3)^{2}}}-{\tfrac {8}{(12n+5)^{2}}}-{\tfrac {16}{(12n+6)^{2}}}-{\tfrac {4}{(12n+7)^{2}}}-{\tfrac {4}{(12n+9)^{2}}}-{\tfrac {2}{(12n+10)^{2}}}+{\tfrac {1}{(12n+11)^{2}}}\right)}